# Diane van Es
Diane van Es, née le 22 mars 1999 à Rotterdam, est une athlète néerlandaise spécialiste des courses de fond.

## Biographie
Elle remporte la médaille de bronze du 5 000 m des championnats d'Europe espoirs 2021
Elle devient vice-championne d'Europe du 10 000 m à l'occasion des championnats d'Europe 2024 à Rome, devancée par l'Italienne Nadia Battocletti.

## Palmarès
| Date | Compétition                   | Lieu     | Résultat | Epreuve  | Temps          |
| ---- | ----------------------------- | -------- | -------- | -------- | -------------- |
| 2021 | Championnats d'Europe espoirs | Tallinn  | 3e       | 5 000 m  | 15 min 48 s 4  |
| 2023 | Championnats du monde         | Budapest | 13e      | 10 000 m | 32 min 5 s 85  |
| 2024 | Championnats d'Europe         | Rome     | 2e       | 10 000 m | 30 min 57 s 24 |
| 2024 | Jeux olympiques               | Paris    | 16e      | 10 000 m | 31 min 25 s 51 |

## Records
| Épreuve  | Temps            | Lieu    | Date            |
| -------- | ---------------- | ------- | --------------- |
| 5 000 m  | 15 min 7 s 52    | Nimègue | 29 mai 2021     |
| 10 000 m | 30 min 57 s 24   | Rome    | 11 juin 2024    |
| 5 km     | 14 min 39 s (NR) | Monaco  | 9 février 2025  |
| 10 km    | 30 min 29 s (NR) | Schoorl | 12 février 2023 |